# Bigliel

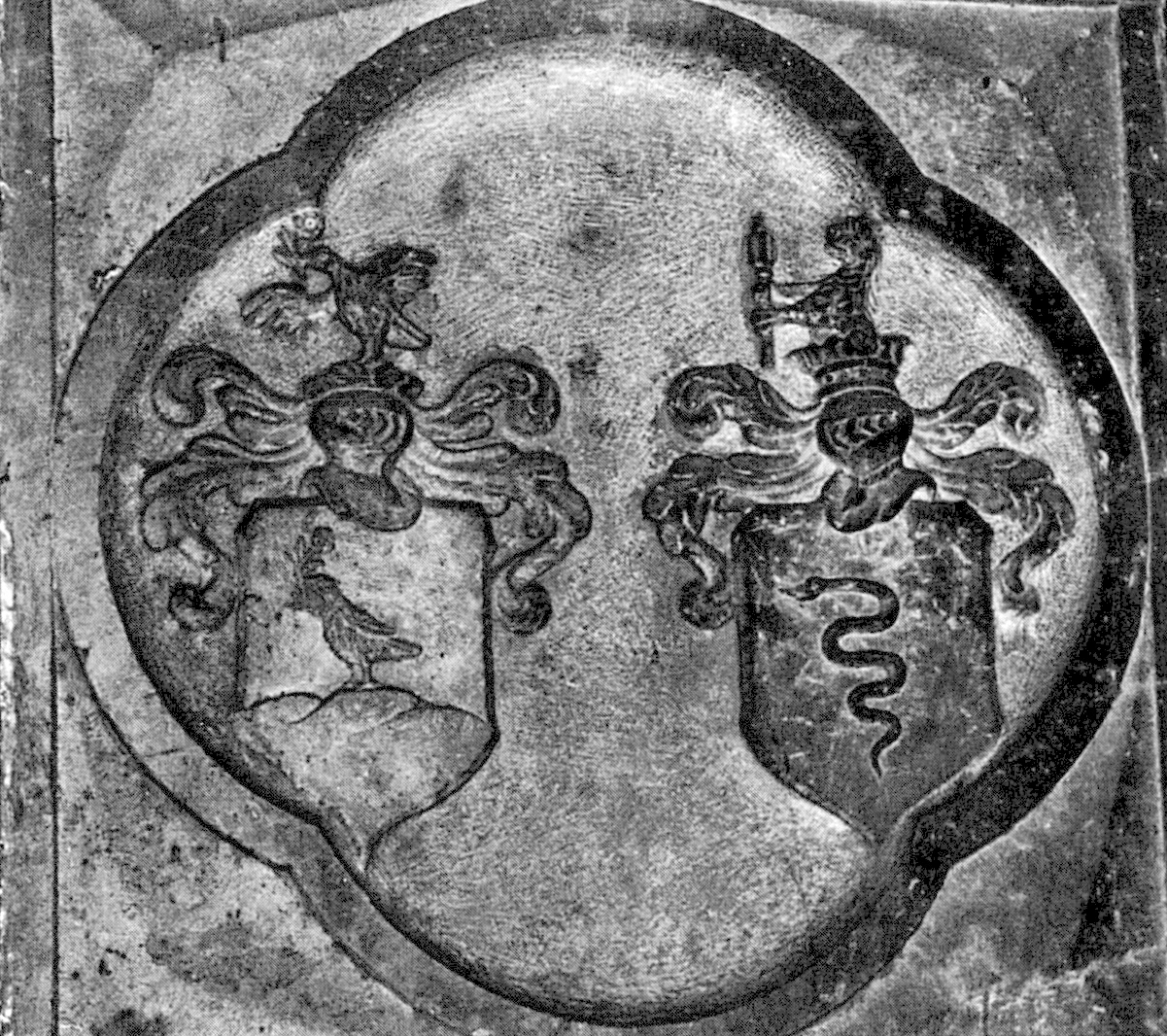
Epitaph mit den Wappen von Jakob de Balliel und derer von Grüneck in Teglio (damals bündnerisches Untertanengebiet, heute Italien)

Bigliel (andere bzw. ältere Schreibweisen: von Bigliel, de Balliel, Balielen, Balil) ist eine alte Bündner Notabelnfamilie, deren Mitglieder im 17. Jahrhundert mehrere öffentliche Ämter bekleideten. Die Familie stand in spanischen, französischen und päpstlichen Diensten. Sie ist mit den Adelsfamilien Latour und den Schmid von Grüneck verschwägert.
Bekanntester Vertreter der Familie war Jakob de Balliel (romanische Schreibweise: Gianchen de Balliel), der in Teglio als Podestat der Drei Bünde wirkte und zwischen 1614 und 1642 als Landammann und schliesslich als Landrichter des Hochgerichts Disentis die Geschicke des Grauen Bundes lenkte. Er war Hauptmann und Bannerherr des Fähnleins Disentis sowie einer der 31 geheimen Mitglieder des Kettenbunds, einem Geheimbund von Bündner Offizieren und Staatsmännern, dessen Ziel es war die französische Besatzungsmacht während den Bündner Wirren aus Graubünden zu vertreiben und das Veltlin zurückzugewinnen.

## Wappen
Das Bündner Wappenbuch beschreibt das Wappen der Familie wie folgt: Auffliegender silberner Scherbvogel auf blauem Grund, im Schnabel eine rote Beere mit grünem Zweig tragend. Darunter ein grüner Dreiberg. Das Vollwappen enthält einen auf den Schild aufgesetzten Bügelhelm mit Bausch und gezaddelter Helmdecke. Die Helmzier besteht aus dem Schildbild ohne Dreiberg.
Die Wappen der Familie kann unter anderem im Landrichtersaal des Cuort Ligia Grischa gefunden werden.

## Herkunft und Bedeutung
Der Familienname wird 1497 erstmals urkundlich erwähnt und geht auf das lateinische Toponym bulium für «Trog, Brunnen Tränke» zurück (romanisch bégl). Heute finden sich in den romanischsprachigen Ortschaften Tujetsch, Sumvitg und Sevgein noch mehrere Flurnamen desselben Namens. Sofern bekannt, stehen diese in Verbindung mit der Familie.

## Namensträger
- Jakob de Balliel (1586–1645) ⚭ Anna Schmid von Grüneck. Podestat in Teglio. Davor bekleidete er als Landrichter das höchste Amt des Grauen Bundes. Zur Zeit der Bündner Wirren führte er als Hauptmann den Trupp des Hochgerichts Disentis an. Im Friedensschluss mit Mailand, wirkte er als Diplomat und Abgesandter der Bündner Gesandtschaft. Als Folge des Mailänder Kapitulats gelangten die Untertanengebiete Chiavenna, Veltlin und Bormio wieder zu Graubünden.
- Barclamiu de Balliel, bzw. Bartholomäus Bigliel (1620–1686), Podestat, Bannerherr, Landammann
- Adalbert Bigliel (1654), Söldner in spanischen Diensten
- Jakob Bigliel (1659), Schweizergardist in Bologna
- Julius Bigliel, Fähnrich in französischen Diensten
- Nikolaus Bigliel als Pater Roman (1635–1671), Benediktiner im Kloster Disentis
- Pierino Bigliel (1984), Schweizer Eishockeyspieler
- Thomas Bigliel (1986), Schweizer Politiker (FDP)